# New Horizons in Mathematics Prize
Le New Horizons in Mathematics Prize est décerné depuis 2016 chaque année à plusieurs jeunes chercheurs ; ce prix est doté de 100 000 et s'adresse à des jeunes mathématiciens ayant déjà accompli un travail important. Les prix sont portés par un fonds de la fondation Mark Zuckerberg à la Silicon Valley Community Foundation, et par un fonds de la Milner Foundation.

## Lauréats

### 2016
- Larry Guth
- André Arroja Neves.
- Le prix a également été attribué cette année à Peter Scholze, qui l'a refusé[1].

### 2017
- Mohammed Abouzaid
- Hugo Duminil-Copin
- Benjamin Elias
- Geordie Williamson.

### 2018
- Aaron Naber
- Maryna Viazovska
- Zhiwei Yun
- Wei Zhang.

### 2019
- Chenyang Xu, MIT et Beijing International Center for Mathematical Research (BICRM)
- Kaisa Matomäki, université de Turku
- Karim Adiprasito, université hébraïque de Jérusalem et université de Leipzig
- June Huh, Institute for Advanced Study
- Maksym Radziwill, California Institute of Technology.

### 2020[2]
- Tim Austin, Université de Californie à Los Angeles, pour ses contributions multiples à la théorie ergodique, et notamment la solution de la conjecture de Pinsker faible
- Emmy Murphy, Université Northwestern, pour ses contributions à la géométrie symplectique et la géométrie de contact, en particulier pour l’introduction des notions de sous-variété de Legendre faible et, avec Matthew Strom Borman et Yakov Eliashberg, de structures de contact torsadées dans des dimensions supérieures.
- Xinwen Zhu, California Institute of Technology, pour ses travaux en géométrie algébrique arithmétique, y compris les applications à la théorie des variétés de Shimura et le problème de Riemann-Hilbert pour les variétés p-adiques.

### 2021
- Bhargav Bhatt – « For outstanding work in commutative algebra and arithmetic algebraic geometry, particularly on the development of p-adic cohomology theories. »
- Alexandre Logounov  – « For novel techniques to study solutions to elliptic equations, and their application to long-standing problems in nodal geometry. »
- Song Sun – « For many groundbreaking contributions to complex differential geometry, including existence results for Kähler–Einstein metrics and connections with moduli questions and singularities. »

### 2022
- Aaron Brown et Sebastian Hurtado-Salazar – Pour leurs contributions à la preuve de la conjecture de Zimmer.
- Jack Thorne – « For transformative contributions to diverse areas of algebraic number theory, and in particular for the proof, in collaboration with James Newton, of the automorphy of all symmetric powers of a holomorphic modular newform. »
- Jacob Tsimerman – « For outstanding work in analytic number theory and arithmetic geometry, including breakthroughs on the André–Oort and Griffiths conjectures. »

### 2023
- Ana Caraiani, Imperial College London et University of Bonn — « for diverse transformative contributions to the Langlands program, and in particular for work with Peter Scholze on the Hodge-Tate period map for Shimura varieties and its applications. »
- Ronen Eldan (en), Institut Weizmann et Microsoft Research — « for the creation of the stochastic localization method, that has led to significant progress in several open problems in high-dimensional geometry and probability, including Jean Bourgain's slicing problem and the KLS conjecture. »
- James Maynard, Oxford University et Institute for Advanced Study — « for multiple contributions to analytic number theory, and in particular to the distribution of prime numbers ».

### 2024
- Roland Bauerschmidt, Université de New York - « for outstanding contributions to probability theory and the development of renormalisation group techniques. »
- Michael Groechenig, Université de Toronto - « for contributions to the theory of rigid local systems and applications of p-adic integration to mirror symmetry and the fundamental lemma. »
- Angkana Rüland, Université de Bonn - « for contributions to applied analysis, in particular the analysis of microstructure in solid-solid phase transitions and the theory of inverse problems. »[3]

### 2025
- Ewain Gwynne, University of Chicago - « for his work in conformal probability, which studies probabilistic objects such as random curves and surfaces. »[4]
- John Pardon, Université d'État de New York à Stony Brook - « for his producing a number of important results in geometry and topology, particularly in the field of symplectic geometry and pseudo-holomorphic curve, which are certain types of smooth surfaces in manifolds. »
- Sam Raskin, Université Yale - « for his playing a significant role in the major recent progress on the geometric Langlands program, including the final proof of the geometric Langlands conjecture in characteristic zero. »